# Gute Freunde – Der Aufstieg des FC Bayern
Gute Freunde – Der Aufstieg des FC Bayern ist eine am 18. November 2023 auf RTL+ ausgestrahlte Biopic-Serie basierend auf dem Buch Gute Freunde: Die wahre Geschichte des FC Bayern München von Thomas Hüetlin, gedreht ab 2022 unter der Regie von David Dietl. Die sechsteilige Serie zeichnet die Historie des Fußballclubs FC Bayern München von 1965 bis 1974 nach.

## Handlung
Die Serie verfolgt den rasanten Aufstieg des FC Bayern München vom Bundesliga-Aufstieg im Jahre 1965 bis an die Spitze des europäischen Fußballs mit dem dreimaligen Gewinn des Europapokals der Landesmeister im Jahre 1974, eine Entwicklung, die mit Personen verbunden war, die den deutschen Fußball über Jahrzehnte prägen sollten, wie den Fußballspielern Franz Beckenbauer, Paul Breitner, Gerd Müller oder Uli Hoeneß, die mit der deutschen Nationalmannschaft die Fußball-Weltmeisterschaft 1974 gewannen, womit die Serie endet.

## Besetzung
| Person                                               | Darsteller              |
| ---------------------------------------------------- | ----------------------- |
| Gerd Müller                                          | Markus Krojer           |
| Robert Schwan (Bayern-Manager)                       | Maximilian Brückner     |
| Wilhelm Neudecker (Bayern-Präsident)                 | Michael A. Grimm        |
| Helmut Schön (Bundestrainer)                         | Martin Brambach         |
| Zlatko „Tschik“ Čajkovski (Bayern-Trainer)           | Sascha Alexander Geršak |
| Uschi Müller (Ehefrau von Gerd Müller)               | Trixi Strobel           |
| Uli Hoeneß                                           | Max Hubacher            |
| Dieter Hoeneß                                        | Lucas Lentes            |
| Susi Hoeneß (Ehefrau von Uli Hoeneß)                 | Martina Gierlich        |
| Hildegard Breitner (Ehefrau von Paul Breitner)       | Amelie Hennig           |
| Franz Beckenbauer                                    | Moritz Lehmann          |
| Sepp Maier                                           | Paul Wellenhof          |
| Udo Lattek (Bayern-Trainer)                          | Rafael Stachowiak       |
| Paul Breitner                                        | Jan-David Bürger        |
| Franz „Bulle“ Roth                                   | Joey Daser              |
| Werner Olk                                           | Laurenz Lerch           |
| Brigitte Beckenbauer (Ehefrau von Franz Beckenbauer) | Leonie Brill            |
| Agnes Maier (Ehefrau von Sepp Maier)                 | Stella Goritzki         |
| Hans-Georg „Katsche“ Schwarzenbeck                   | Wolfgang Ullrich        |
| Günter Netzer                                        | David Hürten            |
| Jupp Derwall (Trainer der Olympiamannschaft)         | Thilo Prothmann         |
| Max Merkel                                           | Bernhard Klampfl        |

## Entstehung
2021 kündigte RTL an, in Zusammenarbeit mit der Produktionsfirma UFA Fiction den Aufstieg des FC Bayern in ein Serienformat bringen zu wollen. Die Serie basiere dabei auf dem 2006 veröffentlichten Sachbuch Gute Freunde: Die wahre Geschichte des FC Bayern München (ISBN 978-3-896-67254-4) von Spiegel-Redakteur Thomas Hüetlin. Die Drehbücher wurde von Hanno Hackfort, Richard Kropf und Bob Konrad erstellt.

## Veröffentlichung
Die Folgen 1 bis 3 der Serie wurden erstmals am 26. Juni 2023 im Rahmen des Filmfests München gezeigt. Seit dem 18. November 2023 sind die ersten drei Folgen der Serie auf dem Streamingportal RTL+ verfügbar. Die ersten drei Folgen wurden am 22. November 2023 auf RTL ausgestrahlt und gleichzeitig wurden die Folgen vier bis sechs auf dem Streamingportal RTL+ zugänglich gemacht.

## Episodenliste
| Nr. (ges.) | Nr. (St.) | Originaltitel     | Erstausstrahlung DE |
| ---------- | --------- | ----------------- | ------------------- |
| 1          | 1         | Gerd Müller       | 18. Nov. 2023       |
| 2          | 2         | Sepp Maier        | 18. Nov. 2023       |
| 3          | 3         | Franz Beckenbauer | 18. Nov. 2023       |
| 4          | 4         | Paul Breitner     | 22. Nov. 2023       |
| 5          | 5         | Uli Hoeneß        | 22. Nov. 2023       |
| 6          | 6         | WM 1974           | 22. Nov. 2023       |

## Rezeption
Daniel Gerhardt von Zeit Online schrieb im November 2023: „"Gute Freunde" erzählt den Aufstieg des FC Bayern als Gründerstory einer höchst sonderbaren Fleischwarenfabrik. Leider gibt es sonst kaum Gutes über die Serie zu sagen.“ Matthias Alexander sprach in der FAZ im November 2023 von einer „etwas biederen Inszenierung“. Holger Gertz von der Süddeutschen Zeitung bezeichnet Gute Freunde als „liebevoll gemachte Serie über den FC Bayern München“. Ambros Waibel merkte im November 2023 in der taz an, dass der „Sechsteiler von David Dietl … nicht die wahre Geschichte des FC Bayern“ erzähle, aber er zeige „schön, wie der Fußball zum Showbusiness wurde.“
Die Einschaltquoten bei RTL umfassten insgesamt 1,56 Millionen Zuschauer, davon 390.000 Zuschauer (8,0 Prozent Marktanteil) im Alter von 14 bis 49 Jahren.